# Ilhaam Ahmadali
Ilhaam Ahmadali is een Surinaams zangeres en toneelactrice. Ze zingt solo en voor The National Indian Orchestra of Suriname en het Yaadgaar Orchestra. In 2017 vertolkte ze een hoofdrol in het theaterstuk Ademhalen.

## Biografie
Ilhaam Ahmadali is een dochter van de orkestleider en muziekpedagoog Riaz Ahmadali en de zangeres en schoolhoofd Sharda Ahmadali-Doekhie. Ze speelt keyboard en basgitaar, is sinds 2007 actief als zangeres en sinds 2014 muziekdocent voor het Riyaz Music Institute.
Ze treedt op met Hindoestaanse muziek, waaronder als zangeres voor het Yaadgaar Orchestra en begin jaren 2010 met The National Indian Orchestra of Suriname, met in beide gevallen haar vader als dirigent. Met Yaadgaar ging zij in 2019 ook mee op tournee door Nederland. Ook is haar zang te horen in de documentaire 70 jaar Hindostaanse orkestmuziek in Suriname waaraan haar vader vijf jaar lang met het Yaadgaar Orchestra werkte.
Ze zong meerdere nummers tijdens het Hindi Pop Festival van 2013. Ze zong met Avishka Jhinkoe het lied He pa tudje pranaam van Jan Soebhag dat als eerste eindigde en met Sachin Bhikharie het door hem geschreven Soniya dat op plaats 2 terechtkwam. He pa tudje pranaam werd daarna nog uitgeroepen tot Beste Hindi Suripoku van 2013 tijdens de uitreiking van de Suripoku Awards.
In 2015 nam ze deel aan de musical Not affraid die werd opgevoerd door studenten van het Conservatorium van Suriname. Samen met Kavita Ramphal, Afiba Becker en Evita Issa speelde ze in 2017 een van de vier hoofdrollen in het theaterstuk Ademhalen, dat geschreven werd door Karin Lachmising. Het stuk werd opgevoerd in Nieuw-Nickerie en Paramaribo.
In 2020 was zij een van de artiesten die meezong in Desh ki dharti, met daarin een oproep om meer verantwoordelijkheid te dragen voor moeder Aarde. Later dat jaar bracht ze samen met de Nederlandse musicus Asis Bajnath als 4QA Production de videoclip Yeh raat khushnaseeb hai uit.